# Доктор Осьминог
До́ктор Осьмино́г (англ. Doctor Octopus), настоящее имя — О́тто Гюнтер Окта́виус (англ. Otto Günther Octavius) — суперзлодей, в дальнейшем антигерой, появляющийся в комиксах издательства Marvel Comics. Впервые упомянут в The Amazing Spider-Man #3 (июль, 1963). Придуман писателем Стэном Ли и художником Стивом Дитко. Он — высокоинтеллектуальный злой учёный, заклятый враг Человека-паука (как Доктор Осьминог), впоследствии его союзник (как Превосхо́дный Челове́к-пау́к), а также один из умнейших персонажей вселенной Marvel. На его спине располагаются 4 мощных механических щупальца. Октавиус одержим целью доказать свою гениальность и убить Человека-паука, однако вступал в конфликты и с другими персонажами Marvel, такими как Железный человек, Халк и Капитан Америка.
Доктор Осьминог стал одним из самых культовых персонажей в комиксах о Человеке-пауке. При своей первой встрече с Человеком-пауком Отто избил его настолько ужасно, что Питер Паркер хотел отказаться от карьеры супергероя. Доктор Осьминог был виновен в смерти капитана Джорджа Стейси — отца Гвен Стейси, которая была девушкой Питера Паркера, а также повинен в смертельном нападении на Чёрную кошку, которая почти скончалась от полученных от Доктора Осьминога ран. Кроме этого, Отто почти женился на Мэй Паркер и основал Зловещую шестёрку. В дальнейшем Отто Октавиус реорганизовывал свою команду несколько раз. Во время событий «Предсмертного Желания» Отто меняется телами с Человеком-пауком, и после последней схватки Питер Паркер в теле Доктора Осьминога погибает. Отто Октавиус переживает все воспоминания Человека-паука и клянётся творить добро, занимая место своего давнего противника на посту супергероя в своей собственной серии комиксов The Superior Spider-Man и её ответвлениях, в дальнейшем взяв личину Превосходного Осьминога.
Впоследствии Отто Октавиус как Доктор Осьминог и Превосходный Человек-паук появился в различного рода товарах (одежда, игрушки, коллекционные карточки). Доктор Осьминог также появился в большинстве мультсериалов и видеоигр про Человека-паука. Его озвучивали такие актёры как Ефрем Цимбалист-младший, Питер Макникол, Том Кенни и пр. В фильме «Человек-паук 2» (2004) персонажа сыграл англо-американский актёр Альфред Молина. В полнометражном мультфильме «Человек-паук: Через вселенные» женскую версию персонажа озвучила актриса Кэтрин Хан. Альфред Молина вернулся к роли Доктора Осьминога в фильме «Человек-паук: Нет пути домой», который входит в медиафраншизу «Кинематографическая вселенная Marvel» (КВМ).

## Биография
Родившийся в Нью-Йорке, Отто Октавиус имел трудное детство. Его отец, Торберт — фабричный рабочий, был жесток по отношению к Отто и его матери Мэри, принуждая его быть нелюдимым в школе. Торберт Октавиус не ценил своего слабохарактерного сына, над которым все издевались, и требовал от Отто давать сдачи, имея дело с хулиганами. Мать же, всячески старалась оградить маленького Отто от опасностей и даже запрещала ему иметь отношения с девочками, считая, что они завидуют гению Отто. Отто сосредоточил все свои усилия на учёбе, регулярно получая высшие баллы. Преданность Отто учёбе окупилась награждением его университетской степенью. По истечении года обучения в университете, его отец умер из-за несчастного случая на производстве, вследствие чего Отто направил все свои усилия на исследования в области физики. После окончания университета Отто Октавиус нашёл себе работу в проектной фирме.
Отто стал известным и уважаемым специалистом в области ядерной физики, изобретателем и преподавателем. Он проектировал ряд продвинутых механических инструментов, управляемых через мозговой компьютерный интерфейс, для помощи в исследовании атомной физики. Инструменты-щупальца были устойчивыми к радиации и были наделены большей силой и точностью движения, будучи прикреплены к ремню безопасности, пристёгнутому вокруг его тела.
Хотя его отношения с сотрудниками были враждебными, исследовательница Мэри Элис Андерс, оказывала ему поддержку, когда Отто произвёл на неё большое впечатление демонстрацией своего ремня безопасности, объяснив, что он изобрёл это для учёных, для возможности обращаться со взрыво-опасными химикатами с безопасного расстояния. Они начали часто встречаться, Отто предложил доктору Мэри Элис выйти за него замуж, и радостно всем объявил, о том что доктор Андерс скоро станет его невестой. Однако, мать Отто не одобряла свадьбу, считая что никакая женщина не может быть достаточно хорошей для её сына. Чтобы успокоить её, он отменил свадьбу. Со смертью матери от сердечного приступа и уходом Мэри Элис Андерс из его жизни, Отто Октавиус стал меньше уделять внимания деталям и мерам предосторожности в своей работе.

### Начало уголовной карьеры

Обложка Amazing Spider-Man #3, первое появление Доктора Осьминога. Художник Стив Дитко

Во время случайной радиационной утечки, которая закончилась сильным взрывом, аппарат был намертво присоединён к телу Отто Октавиуса. Позже было показано, что радиация видоизменила его мозг так, чтобы он смог управлять движением своих щупалец, используя только свои мысли.
Хотя сам Доктор Осьминог находится в плохой физической форме, также являясь близоруким, с помощью своего ремня безопасности, физически он превосходит Человека-паука: в его первом появлении он избил того настолько ужасно, что тот рассматривал отказ от супергероической карьеры.
За эти годы доктор Осьминог стал одним из самых опасных противников Человека-паука, пройдя через множество напряжённых схваток с ним за эти годы. Он сформировал оригинальную Зловещую Шестёрку, чтобы бороться с Человеком-пауком, и другими супергероями.
Доктор Осьминог позже показал свою способность активизировать своё механическое оружие удалённо, и использовал его, чтобы освободиться из тюрьмы. Позже Отто вёл войну с Кувалдой (англ. Hammerhead).
Отто Октавиус пытался угнать атомную субмарину. Он также хотел отравить Нью-Йорк чернилами от принтеров, и боролся против Карателя и Человека-паука.
Доктор Осьминог не раз работал с другими злодеями высшего уровня, чаще всего как лидер Зловещей Шестёрки. Он преобразовывал её состав не один раз.
Несмотря на очевидные препятствия, Отто Октавиус какое-то время был в хороших отношениях с тётей Питера Паркера Мэй, с которой он встретился впервые в The Amazing Spider-Man Annual #1 (1964), когда он похищал её и подругу Питера Бетти Брант, чтобы привлечь к себе внимание Человека-паука. Фактически лишь потому, что в более позднее время Мэй Паркер и Отто Октавиус были слишком заняты, они не поженились.

### Арахнофобия
Его главным преступным достижением стало почти смертельное избиение Чёрной кошки, что привело к ответному избиению Доктора Осьминога Человеком-пауком. Травмы, которые он получил, заставили Отто Октавиуса бояться Человека-паука и пауков в целом. В течение многих лет ему пришлось лечиться от острой арахнофобии. Позже Человек-паук позволил Отто Октавиусу победить себя в бою, чтобы тот избавился от своих страхов и помог спасти Нью-Йорк от сильного взрыва ядерного реактора. Отто Октавиус планировал взорвать реактор, чтобы убить Человека-паука, но после победы над ним это показалось ему совершенно бессмысленным. Человек-паук убедил Отто остановить реактор, чтобы были свидетели его «торжества над врагом». Отто Октавиус оставил Человека-Паука в живых, чтобы тот мучился от пережитого унижения.

### Смерть и воскрешение из мёртвых
В ходе Саги о Клонах Доктор Осьминог спас Человека-паука от верной смерти из-за яда, введённого ему Стервятником. Он сделал это только потому, что сам хотел быть тем, кто убьёт Человека-паука. В ходе лечения Доктор Осьминог раскрыл тайну личности Человека-паука, а затем позволил полиции схватить себя, ожидая, что Станнер, его сообщница и любовница, спасёт его. Но безумный клон Каин оглушил Станнер и убил Отто Октавиуса. Каролин Трейнер взяла на себя роль Доктора Осьминога, пока её учитель не был возрождён из мёртвых Рукой — мистическим орденом ниндзя. После воскрешения из мёртвых оказалось, что Отто не помнит тайну личности Человека-паука. Воспоминания, которые он получил из компьютерного чипа, предоставленного Каролин Трейнер, также не содержали данных о тайне личности Человека-паука.

### Последующие схемы
После своего воскрешения из мёртвых, Отто решил создать свою версию Женщины-паука. Он познакомился с Шарлоттой Виттер, которая являлась внучкой Мадам Паутины и унаследовала от неё суперспособности. Отто Октавиус похитил девушку и провёл над ней генетические тестирования с использованием ДНК-паука. Под действием тестов, Виттер изменила свою внешность и превратилась в гибрид человека и паука. В отчаянии, она пыталась несколько раз уничтожить Доктора Осьминога, но под действием пыток и голода она была вынуждена была повиноваться ему. Отто приказал ей забрать силы у Человека-паука и трёх Женщин-пауков, при этом взяв себе прозвище «Женщина-паук». Она забрала силы у Джессики Дрю, после этого направившись к дому Джулии Карпентер. Узнав об этом, Человек-паук объединился с Чёрной Кошкой и отправился на помощь Джулии. Они столкнулись с Виттер и убедили её в неправильности её поступков. Шарлотта раскаялась, но вскоре снова вернулась к Доктору Осьминогу, привлекая в логово Осьминога и самого Человека-паука. В итоге, она вместе с Человеком-пауком и Чёрной Кошкой полностью разрушила научную лабораторию Отто Октавиуса.
Отто Октавиус знакомится с молодым бизнесменом по имени Карлайл, который хотел привлечь Отто Октавиуса к работе в своей фирме «Нексус Индастриз». Уставший от своего криминального прошлого и неудач, Отто соглашается на предложение Карлайла. Это оказывается всего лишь уловкой и Карлайл, усыпив доктора, крадёт все его щупальца и на их основе создаёт себе броню с шестью улучшенными конечностями.
Оставив Отто Октавиуса скованного цепями, а его щупальца — в железном корпусе, он отправляется грабить банк. Отто удаётся сконцентрироваться и высвободиться с помощью своих щупалец. Он находит Карлайла в отеле и вступает с ним в драку. На место битвы прибывает Человек-паук, но Карлайл рушит стены отеля из-за чего всё здание начинает рушиться. Отто помогает Человеку-пауку вывести всех посетителей, но при этом сам оставляет его под обломками здания.
Карлайл отправляется на съёмочную площадку, где идут съёмки нового фильма в котором принимает участие Мэри Джейн Уотсон. По стечению обстоятельств, рядом с ней находилась тётя Мэй. Карлайл берёт площадку в заложники и чтобы показать серьёзность своих преступных намерений он хочет убить одного человека и выбор его падает на тётю Мэй. В этот момент на съёмочной площадке появляется Отто и снова вступает в бой с Карлайлом, но тот ранит Доктора Осьминога. Перед этим Отто удаётся насквозь повредить его броню. Человек-паук, который выбрался из-под обломков здания спешит к месту происшествия. Отто Октавиус говорит Питеру о повреждённой броне и Человек-паук запускает паутину внутрь его костюма. Карлайл побеждён, но Паркеp замечает, что Доктор Осьминог сбежал.
После апгрейда своих щупалец, Отто Октавиус выслеживает Человека-паука и предлагает ему добровольно снять маску и пройтись по Тайм-Сквер. Питер Паркер отказывается и Доктор Осьминог демонстрирует своё превосходство над ним, с лёгкостью победив его. Отто Октавиус похищает посла Палестины и напоминает Человеку-пауку свои требования: либо Человек-паук прилюдно снимает маску, либо Доктор Осьминог убивает посла, чем спровоцирует международный конфликт. К счастью, секретные службы Палестины при помощи детектива Гаррета находят и вызволяют посла, а Человек-паук разбирается с Доктором Осьминогом и оставляет его полиции.
Доктор Осьминог был доставлен на остров-тюрьму Райкера, где ему промывают мозги и отправляют убить Нормана Озборна. Он прерывает бой между Человеком-пауком и Зелёным Гоблином, но обоих суперзлодеев поражает удар молнии и они падают в реку. Отто был выловлен из реки без воспоминаний о происшествии.
Позже, объединившись с новоявленным суперзлодеем Сплавом, Отто Октавиус приступает к разработке кибер-протезов для компании «Биотехникс», с помощью которых можно воздействовать на мозг человека. Клиентами «Биотехникс» были крупные военные и правительственные чиновники, ставшие инвалидами после несчастных случаев. Когда Человек-паук заинтересовался «Биотехникс», он проник в здание компании и обнаружил там Доктора Осьминога со Сплавом. После непродолжительного боя Человек-паук сбегает, прихватив кейс Отто Октавиуса. В этом кейсе Питер Паркер находит записку с пометкой «Джон Хэнкок» и обращается к Нику Фьюри с вопросом о том, кто же этот человек. Фьюри поясняет, что «Джон Хэнкок» — это название прибора слежения, который может обнаружить любого человека в любом уголке мира. Заполучив этот прибор, Сплав собирался найти Человека-паука и раскрыть его тайну личности, но у Отто Октавиуса были другие планы: Доктор Осьминог притворялся марионеткой Сплава, пока тот не завладел этим прибором, а когда Сплав заполучил «Джона Хэнкока», Отто Октавиус жестоко его избил и оставил умирать. Отто собирался продать прибор за крупную сумму денег, но Человек-паук с помощью Сорвиголовы нашёл Отто Октавиуса, обезвредил и передал прибор слежения Нику Фьюри.

### Гражданская Война
Во время Гражданской Войны Доктор Осьминог безуспешно пытается сформировать Новую Зловещую Шестёрку, потому что Тайные Мстители Капитана Америки победили группу суперзлодеев, хотя сам Отто избежал поимки. Затем, Отто видит по телевизору, что Человек-паук раскрыл свою тайную личность и предстал перед общественностью как Питер Паркер. В ярости он начинает крушить весь город. Отто не может поверить, что он множество раз был избит подростком и что сам он потерял хорошую возможность убить Человека-паука в одну из своих первых с ним встреч. Отто Октавиус был остановлен Человеком-пауком, когда Доктора Осьминога отвлекали два студента из класса Питера Паркера.
Позже, во время событий «Ещё Одного Дня» Питер Паркер связывается c Отто Октавиусом, чтобы тот помог ему вылечить тётю Мэй.

### Умирающий Отто
Отто Октавиус узнал, что он снова медленно умирает, так как его тело полностью разрушается из-за продолжительных лет борьбы с Человеком-пауком. Он решает, что должен подарить миру то, благодаря чему его будут помнить и подчиняет своим мыслям все устройства и машины Нью-Йорка, но Человеку-пауку удаётся остановить его. Отто сбегает, думая о том, что Человек-паук будет всегда рушить его преступные планы, и если он мешает подарить миру что-то великое и полезное, то он подарит ему что-то великое и ужасное.
Отто Октавиус отчаянно пытается найти способ своего исцеления от смерти. Во время свидания Питера Паркера с Карли Купер в кафе, туда врывается Лили Холлистер — бывшая девушка Гарри Озборна, а также суперзлодейка Угроза, которая вот-вот должна родить ребёнка Нормана Озборна. Из-за того, что этот малыш родился под воздействием Сыворотки Гоблина, он обладает неограниченным научным потенциалом, который Отто Октавиус захотел использовать в качестве лекарства от своей смертельной болезни. Он принимает роды у Лили и собирается уходить, но в последнюю минуту Человек-паук выхватывает ребёнка из щупалец Доктора Осьминога и уходит подальше от него. Отто натравливает на него всех могущественных суперзлодеев Нью-Йорка и после битвы почти с каждым из них Питер Паркер отдаёт ребёнка Гарри Озборну, но тот говорит, что ребёнок умер. Человек-паук собирается отыскать Отто Октавиуса и улетает. Гарри Озборн на самом деле оказывается Хамелеоном и ребёнок всё ещё жив. Питер Паркер в ярости избивает множество суперзлодеев в попытке найти Отто и находит Хамелеона, который раскрывает Человеку-пауку, что всё это план Доктора Осьминога, которому он хотел отнести младенца, но того похитил Ящер. Сам Отто зная о том, что ребёнка похитили, идёт по следу Ящера и наталкивается на Человека-паука, который предлагает ему объединится, чтобы не дать погибнуть сыну Нормана Озборна. Внезапно, Доктор Осьминог нападает на Питера и пытается его убить. Питер Паркер понял, что близость к логову Ящера заставляет Отто Октавиуса поддаться своим инстинктам. Он побеждает Доктора Осьминога и находит Ящера, который говорит, что ребёнок бесполезен. Питер Паркер исследует кровь младенца и понимает, что Сыворотки Гоблина в ней нет. Он говорит, что ребёнок не поможет Отто Октавиусу, который появился, чтобы уничтожить Ящера, который заразил его интеллект. Питер Паркер сбегает с малышом, оставив Отто драться с Ящером.

#### Уничтожение планеты
Отто осталось жить несколько месяцев, его тело буквально разваливается на части, он не может жить без специальной установки жизнеобеспечения, которая встроена в его новый боевой костюм, на котором также располагались восемь новых щупалец из адамантия, для большей мобильности и смертоносности для врагов.
Отто Октавиус выводит на орбиту множество окто-линз, которые могут усилить эффект глобального потепления и на несколько секунд приводит их в действие. Затем он обращается ко всем жителям Земли с просьбой помочь человечеству, так как его линзы могут не только усилить эффект глобального потепления, но и обратить его вспять. Он просит, чтобы по всей планете были запущены фабрики по производству окто-линз, просит простить Зловещей Шестёрке все прегрешения, перевести на счёт каждого по два миллиарда долларов и построить Университет имени Отто Октавиуса в память о дне, когда он всех спас. Человек-паук не верит Оку и вступает вместе со Мстителями в бой против Зловещей Шестёрки. Отто Октавиус разработал гениальный план и победил всю команду супергероев. Человеку-пауку, Чёрной Вдове и Серебряной Соболи удалось скрыться от Доктора Осьминога, и поэтому, Доктор Осьминог говорит жителям планеты, что если их не остановить, то все старания Отто будут бессмысленны. Тем временем, Чёрная Вдова, Серебряный Соболь и Человек-паук начинают уничтожать фабрики Отто Октавиуса по производству окто-линз, но Отто запускает устройство Судного Дня и в итоге, полпланеты Земля горит в огне. Выясняется, что всё это представление устроил Мистерио и на самом деле, планета не пострадала от устройства Доктора Осьминога. Питер Паркер начинает поиски Отто Октавиуса и сталкивается со Мстителями, которых Доктор Осьминог контролировал с помощью своих октоботов. Человек-паук вырубил октоботов и направился к подводной базе Отто, где узнал, что его настоящим преступным планом было уничтожение всего человечества. Доктор Осьминог сковывает Питера Паркера своими щупальцами, а сам выбравшись из своего костюма, пытается нажать кнопку уничтожения, но Человек-паук ломает щупальца Октавиуса и швыряет одно из них в устройство, которое тут же выходит из строя. Отто Октавиус пытается утопиться, но Человек-паук спасёт его, говоря при этом, что никто больше не умрёт. Он просит учёных Xorizon Labs соорудить установку жизнеобеспечения для Отто.
В эпилоге Человек-паук перевозит Отто Октавиуса в тюрьму Рафт и говорит ему, что его спутники было легко взломать и невозможно было использовать в добрых целях. Он оставляет Отто одного, при этом говоря, что его наследие — ничто.

#### Смерть Удивительного Человека-паука

Доктор Осьминог в теле Питера Паркера стоит над умершим Питером Паркером в теле Доктора Осьминога.

Даже последнее величайшее поражение не может остановить Доктора Осьминога. В сюжетной арке Dying Wish умирающему Отто удаётся поменяться с Питером Паркером телами при помощи Золотого Октобота, которым Отто Октавиус мысленно управлял, будучи запертым в Рафте.
Узнав, что умирающий Доктор Осьминог постоянно произносит имя Питера Паркера, Отто (Человек-паук) прибывает в тюрьму Рафт и насмехается над Питером Паркером, говоря, что теперь он — Отто Октавиус с тем немногим, что у него осталось. У Питера Паркера случается сердечный приступ, но врачи сумели спасти его. Питер Паркер догадывается о том, что каждый раз, когда он использовал технологию Отто Октавиуса, он давал ему полный доступ к его мозгу. Осознав, что он всё ещё может управлять Золотым Октоботом, он отправляет послание всем суперзлодеям Нью-Йорка с просьбой о помощи. На его призыв отвечают Скорпион, Гидромен и Трапстер, которые спасают Питера Паркера и подключают его к более мобильной установке жизнеобеспечения и старым щупальцам Отто Октавиуса. Питеру Паркеру удаётся настроить Золотого Октобота на обратный перенос сознания, но Отто узнал, что Питер сбежал и находится на его бывшей базе и выдал её местоположение полиции. Питер Паркер сбегает и отправляется на Коламбус-Серкл, в Башню Мстителей, чтобы сразиться с Отто Октавиусом в последний раз. Отто решает обезопасить себя, поэтому натравливает Скорпиона на Джону Джеймсона, которого он поместил в башне вместе со всеми близкими Питера Паркера и коллегами из «Xorizon Labs», но увидев, что тот может навредить Мэй Паркер, к которой у него остались дружеские чувства, он с одного удара сносит Скорпиону челюсть. Питер Паркер в ужасе хватает Отто и выбрасывается вместе с ним из окна. В борьбе Питеру Паркеру удаётся с помощью Золотого Октобота подобраться к черепу Отто Октавиуса, но оказывается, что он защищён слоем карбонадия. Отто со всей силы бьёт Питера Паркера в лицо и хочет убить его, но не может, потому что теперь, все воспоминания Питера Паркера находятся в голове у Отто, и он понимает, что «с великой силой приходит великая ответственность». Питер Паркер умирает и просит Отто позаботиться о всех его родных и близких и Отто клянётся, что будет нести бремя ответственности Питера Паркера. Отто Октавиус становится новым Человеком-пауком. Он создаёт для себя новый усовершенствованный костюм и даёт себе имя — Превосходный Человек-паук.

### Превосходный Человек-паук
Отто начинает строить своё наследие как Питер Паркер. Первым крупным достижением Отто Октавиуса становится победа над новой Зловещей Шестёркой во главе с Бумерангом, которого он хотел убить, но был остановлен призраком Питера Паркера, который остался в собственном теле как проекция воспоминаний. Пытаясь наладить личную жизнь Питера Паркера, Отто Октавиус старается выстроить романтические отношения с Мэри Джейн Уотсон, однако после нескольких провальных попыток, Отто бросает её. Он показывает своё отличие от Питера Паркера, сначала полностью ослепив Стервятника, а затем убив суперзлодея Потрошителя, чем вызывает пристальный интерес Мстителей. Отто Октавиус трудится над получением докторской степени, в Университете Нью-Йорка, где знакомится с девушкой небольшого роста Анной Марией Маркони. Постепенно, симпатические чувства Отто к Анне перерастают в любовь.
Доктор Отто Октавиус замечает что-то неладное в своём поведении и чтобы разобраться в этом, он пытается добыть собственный нейролитический сканер — прибор, позволяющий входить в подсознание, который забрал антигерой Кардиак, чтобы провести сложную операцию маленькой девочке, пострадавшей от действий Отто во время «Концов Света». Отто осознаёт свою вину и проводит операцию сам. Забрав сканер, Доктор Осьминог находит Питера Паркера в подсознании, и в битве снова побеждает его, стерев воспоминания Питера Паркера.
Получив от мэра Джеймсона за убийство Алистера Смайта бывшую тюрьму для суперпреступников Рафт, он снабжает её своей технологией и нанимает людей в качестве миньонов. Следующим действием Отто становится уничтожение Страны Теней — крепости Кингпина и поимка Хобгоблина. Позже Отто помогает Человеку-пауку 2099 предотвратить временной разлом, однако из-за временного взрыва попадает на некоторое время в будущее. Отто получает докторскую степень и основывает компанию «Parker Industries». Во время арки «Темнейший Час» становится носителем Венома, но из-за своей непомерной гордыни теряет над ним контроль и удаляет его с помощью Питера Паркера, который выжил и начал собирать свои воспоминания, рассыпанные по памяти Доктора Отто Октавиуса.
Параллельно, в подземке Нью-Йорка, закончила формирование армия Зелёного Гоблина. В арке «Нация Гоблина», Отто теряет всё, чего сумел достичь пока был Человеком-пауком. Зелёный Гоблин узнаёт, благодаря дневнику Карли Купер, настоящую личность Человека-паука и использует близких Отто, в том числе и Анну Марию, в качестве заложников. В конец отчаявшись, Отто не находит другого выхода, кроме как стереть собственные воспоминания, чтобы спасти Анну-Марию. При этом Отто признаётся Питеру Паркеру, что был высокомерен и не замечал этого. Доктор Отто Октавиус стирает свои воспоминания и напоследок говорит Питеру Паркеру, что он — единственный и настоящий Превосходный Человек-паук.

### Паучий Мир
События разворачиваются во время взрыва в корпорации «Horizon», когда Отто случайно отправляется в 2099 год.
Решив вернуться в своё время он начинает грабить такие мега-корпорации как Алке-макс и Старк Фуджикава в поисках оборудования для телепортации. Собрав телепорт, Отто начинает путешествовать по измерениям в поисках своего собственного времени, но вместо этого попадает в другие вселенные и находит мёртвых Людей-пауков. Понимая, что за ними началась охота, он продолжает путешествовать по вселенным, чтобы спасти как можно больше Людей-пауков. Он спасает Индийского Человека-паука от сверх-естественного существа по имени Карн, который и убил всех Пауков, которых нашёл Отто. Отто Октавиус собирает свою собственную команду супергероев, состоящую из Человека-паука из вселенной Noir, Обезьяны-паука, Человека-паука, который стал убийцей, после смерти Гвен Стейси, Женщины-паука — внучки Питера Паркера из альтернативной реальности, Шестирукого Человека-паука и начинает разрабатывать план для борьбы с Карном. После, он находит Паука-Киборга, вместе с которым они пытаются остановить Карна, но во время боя появляются Бора и Брикс — его брат и сестра. Понимая, что справиться с ними невозможно, Превосходный Человек-паук отступает и решает узнать больше информации о врагах, изучить их, а затем вступить с ними в бой.
Отто Октавиус продолжает готовиться к битве с Наследниками, но его план рушит Питер Паркер. В результате того, что Питер Паркер решает объединить свою команду с командой Отто Октавиуса, их находят Наследники и Отто лишается своего убежища, что приводит его в бешенство. Отто Октавиус решает, что для того, чтобы победить нужно быть более решительным и жестоким и поэтому, объявляет себя главным Человеком-пауком. Между Питером Паркером и Отто завязывается драка. Посредством хитрости, Питер Паркер побеждает Отто, который думал, что этот Питер Паркер из прошлой временной линии, когда Отто Октавиус ещё не подчинил себе его тело, поэтому Отто думал, что если он убьёт этого Питера Паркера, то исчезнет сам. Всё же он решается помочь команде Питера Паркера и объединить силы для борьбы с Наследниками. Вместе с другими Людьми-пауками он попадает в мир, заражённый радиацией и находит бункер, в котором находился другой Человек-паук — Дядя Бен. Бен рассказал, что этот мир уничтожен из-за здешнего Отто Октавиуса, который шантажировал весь мир с помощью ядерной бомбы, но хотя его требования и были выполнены, бомба сработала и уничтожила всё живое. Позже Отто узнал, что Питер Паркер сумел вернуть себе своё тело, но никому об этом не сказал. Он вместе с Питером Паркером отправляется в родной мир Наследников, чтобы остановить ритуал, который они хотели провести, чтобы предотвратить появления всех Пауков во всех реальностях. Пока Питер Паркер сражается с Морланом, Отто Октавиус решает, что прервать ритуал можно более «совершенным» способом и убивает Мастера Ткача — повелителя всех реальностей и Паучьих судеб, который находился под контролем Наследников. Морлан называет Отто безумцем и пытается высосать жизненную энергию Питера Паркера, но Питер Паркер с помощью телепортера отправляется с Морланом в мир, заражённый радиацией и оставляет его там.
Отто пытается изменить свою судьбу и для этого он начинает разрезать Великую Паутину Жизни и Судьбы, которую контролировал Мастер Ткач. Удивительный Человек-паук, Женщина-паук и Девушка-паук пытаются остановить Отто Октавиуса и узнают, что хотя Отто и убил Мастера Ткача, его место может занять кто-то другой. Карн (который встал на сторону Пауков) решает занять место Мастера Ткача и узнаёт, что это был он сам, но в позднем времени. Отто вступает в бой с Питером Паркером, который снова побеждает его и говорит Отто, что тот сам отдал Питеру Паркеру его тело и признал, что это он — Превосходный Человек-паук. Во время боя Отто просит своего голографического помощника, принявшего облик Анны Марии Маркони, включить спящий режим и начать 100-дневный обратный отсчёт. Отто сдаётся и говорит, что жестоко отомстит Карну и Питеру Паркеру за своё поражение, после чего Карн открывает портал, а Питер Паркер выталкивает Отто Октавиуса в момент после взрыва в «Horizon Labs».

### All-New, All-Different Marvel
После удаления своих воспоминаний и возвращения тела Питеру Паркеру, Отто Октавиус сумел выжить. Используя технологию, которую он приобрёл в 2099 году, Отто сохранил копию своего сознания и записал её на свой веб-шутер, который он модифицировал и превратил в полностью функционирующего октобота. После режима «100 дней», копия сознания Отто Октавиуса активируется, однако в ней отсутствует информация о событиях происходящих во время «Нации Гоблина», и Отто из этой временной точки ещё не усвоил урок о великой ответственности и не знал как Питер Паркер вернул себе своё тело, поэтому решил не подвергать себя риску и перенёс свой разум в конструкцию Живого Мозга.
Находясь как прислуга в лондонском отделении компании, чем он был крайне недоволен, Отто скрывает свою настоящую личность ото всех. Благодаря диверсии Отто Октавиуса, Питер Паркер увольняет Саджани Джеффри, которую давно подозревал в тёмных делах против компании. Позже, Отто неожиданно для себя узнаёт, что Анна-Мария начала встречаться с Айденом Блейном — своим коллегой по работе в лондонском отделении «Parker Industries». В приступе ревности, Отто взломав системы «Parker Industries» отправляет Блейна в Австралию.
Отто Октавиус помогает Человеку-пауку в борьбе с преступной организацией «Зодиак», и после того, как Питер Паркер побеждает главу организации Скорпиона, Док Ок решает, что настало время для «превосходного возвращения» Отто Октавиуса.

#### Заговор Клонов
Отто узнал, что существует технология, способная восстанавливать старые и повреждённые человеческие органы, делая их лучше. Этой технологией владеет корпорация «New U», во главе которой стоит вернувшийся Шакал. Пытаясь перенести свой разум в тело Айдена Блейна, Отто Октавиус открывает то, что его мозговые волны могут принять только тело Питера Паркера или его оригинальное тело. Позже, в разговоре с Анной-Марией, он узнал, девушка любила того человека, коим был Отто в теле Питера Паркера, а к Доктору Осьминогу относилась с презрением, особенно, когда узнала поподробнее о преступном прошлом Отто Октавиуса. Отто хочет снова повторить процесс с переносом разума в тело Питера Паркера, но для этого он выясняет, как именно он был стёрт, когда был Человеком-пауком, что приводит его в бешенство. Отто в ярости атакует Человека-паука и Анну-Марию, и затем взрывает своё роботизированное тело, а сам уходит в своём модифицированном октоботе, при этом говоря, что он никогда не вернётся в тело Питера, полагая, что ограниченные когнитивные суперспособности Питера Паркера повредили его разум. Он решает вернуть себе своё настоящее тело с помощью технологии «New U».
Отто отправляется на кладбище «Potters Hills», где покоится его старое тело, однако обнаруживает, что трупа в могиле нет. Используя технологию 2099 года, Отто узнаёт, что тело было украдено расхитителями гробниц и готовится к транспортировке в Симкарию. Чтобы предотвратить это, Отто связывается с расхитителями и просит привезти свои останки в корпорацию «New U». В корпорации тело Отто пытаются реанимировать, но сам Отто Октавиус вспоминает, что на момент смерти его старого тела в нём находилось сознание Питера Паркера. Октобот проникает в колбу с новым телом Отто, и сознание Отто Октавиуса вступает в схватку с восстановленным сознанием Человека-паука. Отто выходит победителем из битвы, уничтожая сознание Питера Паркера в своём теле. Шакал преподносит Доктору Осьминогу его старые щупальца, чтобы Отто убедился, что его тело не является клонированным, так как его связь со щупальцами обусловлена особенностями именно старого тела Отто Октавиуса. Доктор Осьминог вернулся. Теперь Отто вынужден принимать специальный препарат «New U», иначе его тело станет полностью разрушаться от клеточной деградации. Доктор Осьминог предлагает Шакалу сотрудничать для решения этой проблемы, на что Шакал соглашается.
Человек-паук решил расследовать пропажу Джерри Салтериса — работника «Parker Industries», на котором были применены технологии «New U». Он проникает в штаб-квартиру компании и обнаруживает там не только вернувшихся Носорога и Электро (Франсин Фрай), но и реанимированную Гвен Стейси, а также Доктора Осьминога. В схватке Отто раскрывает Питеру Паркеру подробности своего возвращения, избивая его и собираясь убить, но его останавливает Шакал.
Доктор Отто Октавиус приступает к работе над проблемой клеточной деградации и создаёт «прото-клона» — идеальное тело-носителя, в которое можно поместить сознание. Позже к его работе, подключается Анна-Мария, которая стала заложником Шакала (которым оказывается Бен Рейли — клон Питера Паркера). Отто Октавиус пытается поговорить с ней, но Маркони злится на Отто, говоря, что никогда не простит его за то, что он сделал с её жизнью. Анна говорит Шакалу, что решила проблему клеточной деградации, на что Шакал предлагает Анне-Марии новое тело без каких-либо физических недостатков. Это приводит Отто Октавиуса в бешенство, поскольку он любил Анну-Марию такой какая она есть. Пытаясь атаковать Шакала, он понимает, что Бен на самом деле паучий клон и активирует устройство из-за которого все реанимированные начинают превращаться в мутирующих зомби. Сам дегенерируя, Отто случайно заражает Анну-Марию.
Питер Паркер пытается остановить вирус мутации, и вместе с Маркони, они находят нужную частоту, которая исцеляет заражённых. Доктор Осьминог вступает в схватку с Беном, чтобы выиграть время, тем самым вновь жертвуя собой. Когда Питер Паркер и Анна-Мария находят лабораторию «New U», то видят, что от Бена, Отто и Гвен Стейси остался только прах, при этом, Анна-Мария замечает, что «прото-клон» Отто Октавиуса исчез. Позже раскрылось, что Отто одурачил Бена Рейли и сумел уйти, перенеся свой разум в тело «совершенного носителя».

#### Превосходный Осьминог
Сбежав после битвы с Беном Рейли, Отто отправляется на свою старую базу, с намерением отомстить Паркеру за то, что тот разрушает компанию «Parker Industries», которую Отто Октавиус строил для себя. Неожиданно, на Ока нападают солдаты Гидры, которые после предполагаемой смерти Доктора Осьминога основали на базе Отто собственное логово. C новым телом Отто Октавиус легко побеждает вооружённый отряд, после чего Арним Зола наблюдавший за сражением предлагает Осьминогу стать одним из генералов Гидры, чтобы тот помог организации разрушить компанию Паркера. Отто Октавиус создаёт свой новый костюм, комплект новых щупалец и даёт себе имя Превосходного Осьминога.
Превосходный Осьминог организует встречу с Питером Паркером и пытается убедить его передать бразды правления «Parker Industries» к самому Отто Октавиусу. На отказ Человека-паука, Превосходный Осьминог взрывает отделение компании в Лондоне и сбегает. В Сан-Франциско Отто вламывается в Университет Горизонт и захватывает всю технологию «Parker Industries», находящуюся там. Следом, Отто планирует уничтожить шанхайское отделение «Parker Industries» и в тайне от Гидры захватить всю интеллектуальную собственность компании. Однако, Питер Паркер решает заразить всю свою технологию вирусом, чтобы она не попала в руки Осьминога, тем самым полностью уничтожая «Parker Industries». Отто Октавиус в ярости уничтожает броню Человека-паука, и обнаруживает, что под ней находиться старый костюм Питера Паркера. Человек-паук взламывает щупальца Превосходного Осьминога, заставляя его отступить. На базе Гидры Арним Зола отмечает успешность операции Отто Октавиуса и передаёт ему похвалу от Стива Роджерса, который считает его одним из своих лучших солдат. Отто отмечает, что не примет своего положения как обычного миньона Гидры и жестоко отомстит Питеру Паркеру за уничтожение своей империи.
В награду за разрушение «Parker Industries» Превосходный Осьминог становится лидером Мстителей Гидры, в состав которой входили Алая Ведьма, Дэдпул, Вижн, Чёрный Муравей, Одинсон и Таскмастер.
После поражения Гидры, Отто Октавиус избежал поимки. Когда Норман Озборн, с помощью симбиота Карнажа, превратился в ужасного Красного Гоблина, то решил уничтожить всех близких Питеpa, чтобы причинить ему боль. Он посылает своего внука Норми Озборна (которого он также заразил симбиотом), чтобы тот убил тётю Мэй. Однако в последний момент появляется Превосходный Осьминог и бросается на защиту Мэй. Когда прибывает Красный Гоблин, Отто Октавиус закрывает её собой от дротиков Нормана Озборна. Когда появился Человек-паук он увидел, что Тётя Мэй жива благодаря Отто, который всё ещё помнил урок о великой ответственности. Питер Паркер в благодарность прощает Отто Октавиусу всё то плохое, что было между ними. Октавиус (под именем Эллиот Толливер) отправляется в Сан-Франциско в качестве учёного в Университете Горизонт, вернувшись к деятельности супергероя.

### Новый Старт

#### Паучий Армагеддон
Переехав с Сан-Франциско, Превосходный Осьминог становится новоявленным героем города. В своей повседневной жизни, Отто преподаёт в Университете Горизонт в качестве доктора Эллиота Толливера. Однако Отто вновь сталкивается с угрозой со стороны Гидры и Арнима Золы. Проникнув на базу Отто, Зола требует от Осьминога сотрудничать с целью возрождения мощи Гидры, на что Превосходный Осьминог отвечает отказом. Победив отряд солдат Гидры, Отто сражается с биодубликатом Горгона, которого клонировал Зола и погибает от взгляда Горгона, превратившего его в камень. В тот же момент, внезапно появившийся снова Отто Октавиус отрезает голову Горгона, а затем уничтожает тело Арнима Золы, заявляя, чтобы никто из Гидры не смел его преследовать, иначе их ждёт та же участь. Отто Октавиус раскрывает, что он усовершенствовал не только технологию клонирования Майлза Уоррена, создав «прото-клона», но и технологию клонирования Наследников, которая переносит сознание из одного тела в другое на пороге смерти старого тела. С помощью этого, Превосходный Осьминог достиг бессмертия.
В то же время, на Земле-001, Карн и Паук-Британия обнаружили, что кто-то использует технологию клонирования Наследников. Паук-Британия, Человек-паук Нуар, Майлз Моралес и прочие Пауки прибывают в логово Отто Октавиуса, где вступают с ним в бой, чтобы разрушить устройство клонирования Превосходного Осьминога. Однако, отследив технологию Отто Октавиуса, Наследники сбегают, перенеся свои сознания в новые тела, в процессе убив Человека-паука Нуар и Паука-Британию. Превосходный Осьминог активирует устройство самоуничтожения своей базы, что дало остальным Паукам шанс сбежать. Отто меняет костюм Превосходного Осьминога на костюм Превосходного Человека-паука и вместе с Октавией Отто вновь начинает сбор Паучьей Армии, пауки которой готовы убить Наследников. Он рекрутирует в свою армию Каина, Бена Рейли, отправляет Паука-Панка, чтобы тот также собрал свой отряд, а также прибывает на Землю-1048, где встречает Человека-паука из одноимённой игры, и предупреждает его об угрозе Наследников.
В это время, другая команда Пауков под командованием Моралеса пробираются в бывшую штаб-квартиру «New U», где обосновались Наследники. Воссоздав тело Солуса, Наследники тем не менее не способны воспроизвести технологию Шакала и не могут создать себе запас клонированных тел, поэтому всё же могут быть убиты. Команду Моралеса быстро обнаруживают, но благодаря спасательной операции Отто Октавиуса, все Пауки отступают к Леопардону (гигантскому роботу, которым управляет Японский Человек-паук). Наследники воскрешают Солуса. В армии Превосходного Человека-паука Человек-паук (Норман Озборн) решил обмануть Осьминога, заперев Наследников на Земле-616. Паук-Норман вступает в конфронтацию с Отто Октавиусом, говоря, что никто из Пауков не примет бывшего Доктора Осьминога в качестве их лидера. К разочарованию Нормана Озборна, все Пауки встали на сторону Превосходного Человека-паука. Отто выгоняет Нормана Озборна из команды, забирая его коммуникатор, чтобы Норман Озборн не смог путешествовать между мирами. Однако, Норман Озборн через портал успевает попасть на Землю-001 и уничтожает Паутину Жизни и Судьбы, отрезав Землю-616 от всех других вселенных. Отто Октавиус и Бен Рейли, узнав о произошедшем, придумывают план как уничтожить Наследников, но в последний момент, Отто вырубает Бена (который знает как использовать технологию New U) и отдаёт его Наследникам, в обмен потребовав, чтобы те оставили Землю-616. Это видит Человек-паук с Земли-1048 и атакует Отто Октавиуса, обвиняя его в предательстве, но когда Дженникс пытается поглотить Алого Паука, то переживает воспоминания о 27 смертях Бена и сходит с ума. Отто раскрывает Питеру Паркеру с Земли-1048, что этим Бен пытался искупить себя, помешав Наследникам воссоздать технологии Шакала. На помощь Отто и Питеру Паркеру приходят остальные Пауки и Моралес, обладающий Космической Силой. В то время, пока Моралес и Пауки сражается с Солусом и Наследниками , Превосходный Человек-паук и Отто воскрешают Бена Рейли из мёртвых, но стирают все воспоминания о его злоключениях, возвращая к «заводским установкам». Отто Октавиус разрабатывает план, в результате которого Люди-пауки всё же убивают Наследников, но Отто перемещает их сознания в тела младенцев, также стирая воспоминания о том, кем они были. Воспитывать их вызывается тётя Мэй из альтернативной вселенной, ставшая Паучьей Мадам. Отто Октавиус и Питер Паркер с Земли-616 соглашаются, что лучшей кандидатуры не найти. Отто Октавиус прощается с Питером Паркером с Земли-1048, после чего Моралес и Питер Паркер с Земли-616 говорят Отто, что всегда готовы прийти ему на помощь, если у того появятся проблемы. Осьминог отвечает взаимностью, но отмечает, что Превосходный Человек-паук и сам справится со всеми угрозами, неважно откуда они могут появится.

#### Герой Сан-Франциско
Вернувшись к личности Превосходного Человека-паука, Отто Октавиус окончательно разрывает себя со своим прошлым Доктора Осьминога и Питера Паркера. Поставив цель быть не превосходным Питером Паркером, но лучшим человеком, чем был Отто Октавиус изначально, Отто с помощью Ночной Смены (команды суперзлодеев, нанятых Отто Октавиусом), охраняет Сан-Франциско от угроз. Но прошлое настигает его, когда Анна-Мария узнаёт в профессоре Эллиоте Толливере Отто Октавиуса и собирается отдать его в руки правосудия за все его прошлые преступления. Их спор прерывает бывший герольд Галактуса, Терракс, который атакует Сан-Франциско. У Анны не остаётся выбора, и она отпускает Отто на борьбу с ним. В битве против противника обладающего космической силой, Отто получает смертельные раны, но в последнюю минуту, с помощью устройства, которое использовал Доктор Дум, чтобы выкачать силу из Серебряного Сёрфера, Превосходный Человек-паук получает космическую силу Терракса. С её помощью Отто Октавиус побеждает Терракса, но после того как космическая сила покидает Отто, он теряет сознание от ран. Его спасает Анна-Мария, которая решает дать Отто Октавиусу ещё один шанс, но оставляет себе то самое устройство, заряжённое космической силой на тот случай если Отто снова вернётся на путь зла.
Постепенно, Отто становится настоящим героем, действительно осознающим, что «с великой силой приходит великая ответственность». После победы над Терраксом, Отто Октавиус бросает все свои силы на помощь жителям города, которые пострадали от нападения бывшего герольда Галактуса. В это же время, в жизни Отто возникает новое романтическое увлечение — Эмма Эрнандез, его коллега по работе в Университете Горизонт. На первом свидании с ней, Отто по настоянию Анны-Марии раскрывает Эмме свою настоящую личность, после чего она в ужасе убегает от Отто Октавиуса, пытаясь сдать его полицейским, но оказывается в подчинении у демонов Мастера Пандемониума. Он понимает, что демоны захватили весь Сан-Франциско и обращается за помощью к Доктору Стрэнджу. Вместе они побеждают Пандемониума, после чего Стрэндж отправляет его в Ад.
Во время «Войны Царств», когда враг Тора, тёмный эльф Малекит идёт войной на Мидгард, Отто Октавиус оказывается единственным героем в Сан-Франциско, который стали осаждать ледяные гиганты. С помощью экспериментальной технологии, Отто перемещает всех жителей города в иное измерение, дабы избежать человеческих жертв, после чего объединяется со Мстителями Западного Побережья с намерением самому покончить с угрозой Малекита. Встретившись с командой отправленной на поиски Тора, состоящей из Человека-паука, Росомахи, Капитана Америки и прочих героев, Отто Октавиус пытается переманить их на свою сторону, но осознаёт, что нужен на периферии, защищая свой собственный город.
С окончанием войны, Превосходного Человека-паука награждают ключами от Сан-Франциско за многочисленные заслуги перед городом и людьми, однако Отто быстро покидает церемонию. Анна-Мария замечает странное поведение Отто Октавиуса, поэтому просит Человека-паука, чтобы тот поговорил с Доктором Осьминогом. Во время их разговора, Отто злится на себя за то, что не смог спасти всех людей в Америке, говоря о тысячах погибших во время войны. Отто Октавиус полностью теряет уверенность в своих действиях «превосходного героя», однако Эмма (которая решила дать Отто шанс после спасения от Пандемониума) убеждает его в том, что Отто такой же человек как и все, поэтому и ему нужна помощь и поддержка, после чего, она и Отто вместе идут на свидание. Проблемами Отто решает воспользоваться Человек-паук (Норман Озборн), который намерен жестоко отомстить Отто за своё унижение во время второй битвы с Наследниками. Он раскрывает по новостям, что Человек-паук из Сан-Франциско и Доктор Осьминог — одно и то же лицо, после чего взрывает Университет Хорайзон. Отто успевает спасти от взрыва Анну-Марию и Макса Моделла, однако Эмма получает тяжелейшие травмы. Паук-Норман Озборн намерен уничтожить всех о ком заботится Отто Октавиус и ставит своей следующей целью Джеймса — маленького мальчика, которого Отто спас после битвы с Терраксом. Отто осознаёт, что не сможет одолеть Нормана Озборна, поскольку не может рисковать жизнью Джеймса. Отто Октавиус понимает, что слишком изменился внутри, пройдя весь путь от злодея и убийцы до настоящего героя, который беспокоится о других, в то время как Норман Озборн — безжалостен, коварен и ни к кому не привязывается, поэтому Отто не сможет победить. Отто Октавиус находит решение в виде Мефисто, который предлагает Отто сделку — Отто Октавиус лишается чувства ответственности Питера Паркера, а также своего нового тела, но Мефисто восстанавливает старое тело Отто и «излечивает» его от любых психологических травм, которых Отто считал причиной своего злого поведения в качестве Доктора Осьминога, а также оставляет Отто Октавиусу все его героические воспоминания. Несмотря на мольбы со стороны Анны-Марии, Отто понимает, что ему придётся сделать это, чтобы спасти Джеймса и одолеть Нормана Озборна. Отто Октавиус вновь становится Доктором Осьминогом и отправляется на поиски Нормана Озборна с целью уничтожить его любой ценой. Осьминог находит Нормана Озборна и в схватке с лёгкостью одолевает его, параллельно спасая Джеймса. С помощью своих многочисленных механических рук, которые Доктор Осьминог призвал для борьбы с Норманом Озборном, Отто ломает большинство костей в теле Нормана Озборна, говоря, что он навсегда останется в увечном теле и выбрасывает Нормана Озборна в портал его родного измерения. Отто Октавиус публично объявляет всему миру, что Доктор Осьминог вернулся. Доктор Осьминог возвращается к Анне-Марии и Эмме, чтобы попрощаться с ними, говоря о том, что не помнит ничего, что помнил Человек-паук, включая тайну личности Питера Паркера. Анна-Мария и Эмма умоляют Отто остаться с ними, но Доктор Осьминог уходит. Через некоторое время, проходят похороны «Эллиота Толливера». Отто Октавиус стоит в отдалении, наблюдая за процессией. Диггер спрашивает у Отто, что тот будет делать дальше, на что он отдаёт Диггеру конверт в котором находится оплата Ночной Смене и говорит, что жребий уже брошен и пути назад нет. Доктор Осьминог избавляется от своего костюма Превосходного Человека-паука.

### Зловещая Война
Многие месяцы Док Ок безуспешно пытается восстановить свои воспоминания, потерянные в результате сделки с Мефисто. Отто вскрывает чью-то неизвестную могилу, в которой могут быть скрыты ключи к прошлому Отто Октавиуса, однако сама могила пуста. В это время в ухо Ока заползает сороконожка демона Родича (который оказывается Гарри Озборном) и Отто теряет сознание. Док Ок оказывается в некоей лаборатории. Родич говорит Отто о сделке с Мефисто, а также обещает восстановить воспоминания Отто, когда тот был Превосходным Человеком-пауком, но для этого Доктор должен оказать Родичу услугу — вновь собрать и возглавить Зловещую Шестёрку.
Первым рекрутом новой Зловещей Шестёрки становится Песочный Человек, которому Отто Октавиус пообещал решить его проблему с бессмертием. С помощью специального устройства Отто также воскрешает из мёртвых оригинального Электро. В Дикой Земле Ок и Электро находят нового Крейвена-Охотника (один из 87 клонов Сергея Кравинова, созданный Высшим Эволюционером), которому Отто пообещал Ящера в качестве охотничьего трофея. В Университете Эмпайр-стейт, Доктор Осьминог и его сообщники нападают на Курта Коннорса и, с помощью изотопного геномного акселератора созданного Коннорсом, Отто Октавиус отделяет личность Курта от Ящера. Придя к фамильному склепу Озборнов Ок требует от Родича ответы о своём прошлом, на что Родич отвечает, что уговор Отто ещё не выполнен. В качестве последнего рекрута Зловещей Шестёрки Родич призывает Мистерио, которого Отто Октавиус забирает с премьеры фильма, снятого Беком под другой личиной. Человек-паук пытается помешать этому, но Ок вырубает Питера Паркера, чтобы затем доставить его Родичу.
Несмотря на явное раздражение Отто Октавиуса по поводу нежелания Родича исполнять обещанное, он и его Зловещая Шестёрка вынуждены участвовать в начавшейся охоте на Человека-паука вместе с другими суперзлодейскими командами: Синдикатом, Дикой Стаей, Совершенными Врагами Человека-паука и Дикой Шестёркой, все из которых были подчинены Родичем. Позднее, к охоте присоединяется Грешная Шестёрка во главе с неживым Пожирателем Грехов. В битве со Зловещей Шестёркой, Питер Паркер оказывается в щупальцах Отто и пытается напомнить Оку о его супергеройском прошлом. Сомнение Отто позволяет Питеру Паркеру сбежать.
Измождённый в битве с шестью Зловещими Шестёрками, серьёзно раненый Человек-паук оказывается в руках суперзлодеев, которые почти убивают Питера Паркера, но вдруг все они теряют сознание в агонии. Понимая, что Родич не собирается возвращать ему потерянные воспоминания, Док Ок использует шлем Чёрного Муравья и сороконожку, извлечённую из черепа Пожирателя Грехов, чтобы создать устройство, которое уничтожает других сороконожек в головах злодеев и вырубает их. План Родича по уничтожению Человека-паука терпит крах. Питер Паркер благодарит Октавиуса за спасение, но Доктор Осьминог говорит, что сделал это, чтобы отомстить Родичу за его попытку подчинить себе Отто Октавиуса и уходит.

### Корпорация Beyond
В результате столкновения Человека-паука и Бена Рейли с У-Врагами, Питер Паркер получил смертельную дозу радиации и впал в кому. Не найдя другого выхода вылечить своего племянника, тётя Мэй обращается за помощью к своему бывшему жениху Доктору Осьминогу. Отто Октавиус в стремлении вновь понравиться Мэй соглашается найти лекарство для Питера. Расследование приводит Отто и Мэй в компанию «Infinite Solutions», которая занимается транспортировкой и охраной У-Врагов. Легко победив охрану и суперзлодея Рентгена, Октавиус берёт образец его крови, в то время как Мэй вежливо просит образец крови у злодейки Пар, чтобы найти лекарство для Питера. Мэй находит Ока, когда тот пытается убить директора компании и ссориться с Осьминогом указывая ему на то, что Отто использует свою великую силу безответственно. Мэй уходит от Октавиуса, говоря что найдёт другой способ вылечить Питера. Тем не менее, Доктор Осьминог, в извинение перед тётей Мэй, всё же создаёт лекарство для Паркера и анонимно передаёт его докторам. Средство работает и Питер выходит из комы. В это же время, Отто узнаёт, что за компанией «Infinite Solutions» стоит мега-корпорация «Beyond» и что именно они подослали У-Врагов отравить Человека-паука, чтобы заменить его собственным, используя при этом интеллектуальную собственность бывшей компании Октавиуса «Parker Industries» и самого Дока Ока, когда тот был Превосходным Человеком-пауком. Доктор Осьминог решает уничтожить «Beyond» за посягательство на наследие Отто Октавиуса, продемонстрировав им, что значит быть по-настоящему «превосходным».

### Превосходная Четвёрка
Параллельно в Нью-Йорке, мэр Уилсон Фиск объявляет охоту на всех супергероев дабы отомстить своему заклятому врагу Сорвиголове. Октавиус решает объединить свои силы с Кингпином, чтобы самому избежать преследования. Используя спец-отряды полиции Фиска, Доктор Осьминог вторгается в Здание Бакстера и берёт под арест часть Фантастической Четвёрки в лице Рида Ричардса и Сью Сторм, в то время как Существу и Человеку-Факелу удаётся сбежать от Октавиуса. Исполняя обещание данное Фиску, Док Ок строит специальное устройство, в которое помещает тело Пурпурного Человека и предоставляет его Кингпину. С помощью устройства Отто и сил Пурпурного Человека по контролю сознания, Фиск хочет выиграть следующие выборы в мэры Нью-Йорка, чтобы следом баллотироваться в президенты США. В награду за выполнение своей части уговора, Доктор Осьминог получает в распоряжение Здание Бакстера и доступ к Мосту — межпространственной двери Ричардса, ведущей в параллельные вселенные. Используя межпространственное окно, Доктор Осьминог призывает Росомаху, Халка и Призрачного Гонщика, которые сами являются альтернативными версиями Отто Октавиуса. Октавиус создаёт собственную команду на замену Фантастической Четвёрки, назвав свою версию Превосходной Четвёркой.

## Силы и способности

### Снаряжение Доктора Осьминога
Отто Октавиус — гений в области атомной физики. Блестящий инженер и изобретатель, он — также превосходный стратег и харизматичный лидер.
Из-за сильного облучения радиацией, Доктор Осьминог может мысленно управлять четырьмя электромеханическими щупальцами из титана. Это оружие может поднимать несколько тонн, при условии, использования хотя бы одной руки в качестве опоры тела. Реакции и проворство механических придатков увеличены и превосходят человеческую. Оружие позволяет Отто Октавиусу быстро передвигаться по любому ландшафту и даже по вертикальным поверхностям.

#### Щупальца
Доктор Осьминог обладал в общей сложности тремя различными ремнями безопасности в течение всей своей долгой преступной карьеры: оригинальный ремень безопасности из титана, более мощный адамантиевый ремень безопасности, и текущий ремень безопасности, со щупальцами, подобными осьминогу. Предыдущие ремни были полностью уничтожены в битвах с Человеком-пауком. Его текущий ремень безопасности был сделан из смеси сплава стального ниобия и титана, который является более прочным и в то же время более лёгким по весу. При ношении ремня безопасности, щупальца позволяют ему идти по стенам. Они также используются для захвата объектов любого размера и как боевое оружие. Острые Щипцы в конце каждого щупальца могут также использоваться, чтобы порвать насквозь плоть врагов. Такими щупальцами он мог победить Сорвиголову, усмирить Халка и довести Тони Старка когда он был Железным Человеком до психического состояния настолько, что мог вернуться в роли алкоголика. Ремень безопасности также способен к проведению маленького прыжка. Доктор Осьминог способен вращать вокруг себя своими щупальцами словно мельница такими образом, чтобы отклонить от себя пули.
В конечном счёте, ремень безопасности Доктора Отто Октавиуса был удалён хирургическим путём, но он был всё ещё в состоянии управлять им мысленно, даже на большом расстоянии. Эта его способность объясняется тем, что в результате изначального несчастного случая Доктор Отто Октавиус и его оружие были сплавлены вместе как физически, так и мысленно.
За все долгие годы его противостояния с Человеком-пауком, Капитаном Америкой и другими супергероями, Отто получил более 80 черепно-мозговых травм, подвергался различным формам удушения и сильным побоям, однако сам Отто не являлся суперчеловеком физически. После сильного взрыва на радиационном заводе радиация, скопившаяся в теле Отто, не позволяла ему окончательно излечиваться от полученных травм, поэтому его тело начало медленно умирать. Чтобы компенсировать полученные потери, во время события «Концы Света», Отто Октавиус носил специальный бронированный костюм для жизнеобеспечения, с восемью щупальцами из адамантия. Также Отто создал множество мини-роботов — октоботов, чтобы они выполняли различные его поручения.

#### Октоботы
Существует две версии Октоботов:
- Первая модель Октоботов была создана Отто Октавиусом, когда тот узнал, что он медленно умирает. Представляли собой маленькие шарообразные устройства, перемещающиеся на восьми жгутиках-щупальцах. Управлялись с помощью ментального контроля;
- Вторая модель представляла собой гигантских осьминог-подобных мехов, которых Отто использовал, чтобы уничтожать большие конструкции.
- Золотого Октобота Доктор Осьминог создал, чтобы поменяться разумом с Человеком-пауком.

Октоботы известны, по крайней мере, в двух вариациях:
- Убийцы Пауков — впервые появились во время событий Паучьего Острова и были, по сути, первым поколением Октоботов, которых Человек-паук наполнил специальной сывороткой, которую он использовал, чтобы вылечить всех заражённых паучьими силами;
- Паук-боты — представляли собой маленьких чёрно-красных пауков, которых Отто Октавиус использовал, чтобы патрулировать город, когда был Превосходным Человеком-пауком.

### Способности Человека-паука
Некоторое время Отто владел телом Человека-паука, всеми его воспоминаниями и суперспособностями. Решив, что классический костюм Человека-паука не соответствует образу Превосходного Человека-паука, Отто Октавиус поменял цветовую гамму костюма с красно-синего на красно-чёрный, изобрёл новые усовершенствованные линзы, добавил острые когти на руках и ногах. Второй вариант костюма был ещё более далёк от оригинала. В костюме стал преобладать чёрный цвет, линзы также стали чёрными, Отто Октавиус усовершенствовал формулу паутины и веб-шутеры, добавил коммуникаторы на запястья и создал четыре дополнительные конечности для костюма, которые напоминали паучьи лапы. Во время событий Паучьего Мира, Отто усовершенствовал эти конечности, установив на них оружие, которое могло высасывать энергию из Наследников.
Помимо костюма, доктор Отто Октавиус создал около тысячи усовершенствованных паук-ботов, которые должны были докладывать ему о различных происшествиях в городе. После того, как Отто получил от Джеймсона в распоряжение тюрьму Рафт, он оборудовал её новейшей технологией и создал там свою супергеройскую базу — Паучий Остров II.

### Способности Живого Мозга
Долгое время разум Доктора Отто Октавиуса был заточён внутри конструкции робота, его старого слуги — Живого Мозга. Как Живой Мозг, Отто Октавиус был способен к сложнейшим кибер-манипуляциям в компьютерной среде. Помимо этого, каркас Живого Мозга представлял собой неразрушимую оболочку, которая была способна самовосстанавливаться, после полученных повреждений. Тем не менее, программное обеспечение Живого Мозга, было достаточно уязвимо, и могло быть отключено введением специального кода, что было невыносимо для Отто и считалось равносильно повторной смерти.

### Способности Превосходного Осьминога
Перенеся своё сознание в тело идеального «прото-клона», Отто Октавиус снова стал обладателем суперспособностей Человека-паука, таких как увеличенная сила, скорость и ловкость, способность прилипать к вертикальным поверхностям. Помимо этого, Отто Октавиус стал обладать собственным аналогом «паучьего чутья» — «осьминожьим чутьём». Получив статус генерала Гидры, Отто решил создать новый костюм, который стал вариацией костюма Превосходного Человека-паука. Вместо паучьих лап на спине, Отто Октавиус добавил новый комплект усовершенствованных щупалец, а дизайн костюма стал больше напоминать осьминожий, чем паучий.
После окончательного поражения Нормана Озборна от рук Человека-паука, Отто решил начать новую жизнь под именем Эллиота Толливера, снова став Превосходным Человеком-пауком, на этот раз в своём собственном теле.

## Другие версии

### Ultimate Marvel

Ultimate Доктор Осьминог

В Ultimate Spider-Man Доктор Осьминог моложе своей классической версии. Носит тёмные очки из-за жутких кровавых ран, которые появились у него после сильного взрыва. Управляет и манипулирует щупальцами телепатически.
Впервые Отто стал сражаться с Человеком-пауком, когда пытался убрать своего конкурента. Пауку удаётся победить Отто Октавиуса, затем Отто сбегает из тюрьмы и узнаёт, что в Голливуде снимают фильм о Человеке-пауке. Доктор Осьминог появляется на съёмках фильма и сталкивается с Питером Паркером (при этом он знал тайну личности Человека-паука), Отто сумел поймать героя. Он берёт Питера Паркера с собой на угнанном самолёте, позже Человек-паук смог освободиться. Когда самолёт приземлился в Бразилии, Человек-паук победил Отто и отправился домой. Доктор Осьминог оказался в Трикселионе, где Ник Фьюри полностью уничтожает щупальца Отто.
В сюжете «Сага о Клонах» именно Отто Октавиус создаёт пять клонов Человека-паука, включая Гвен Стейси, которая могла временно трансформироваться в Карнажа. Для этого он стал работать на ФБР и ЦРУ, для их проекта по созданию суперсолдат (сверх-людей), так правительству хотелось превзойти Фьюри и его команду Алтимейтс. Позже он самодовольно раскрывает себя, что теперь находится вне юрисдикции Фьюри и получает удовольствие, узнав, что его эксперименты стали причиной тяжёлого удара в жизни Человека-паука. В выпуске #104 он раскрывает свои новые силы — контроль над металлом, создав новые щупальца из обломков заброшенной лаборатории, в сражении с Человеком-пауком и с Женщиной-пауком, которые всё-таки побеждают его.
Отто Октавиус кратко появляется Ultimate Spider-Man #113, противостоя Норману Озсборну, когда последний вырывается из Трискелиона; он нападает на своего бывшего босса, чтобы предотвратить его побег. Однако в их бой вмешивается Электро, который обезвреживает Отто Октавиуса электрическим разрядом.
В сюжете комикса Ultimate Comics: Doomsday работает на Корпорацию Роксон, а также возглавляет группу учёных «Мозговая команда».
В сюжетной линии «Death of Spider-Man», Доктор Осьминог был освобождён Норманом Озборном с Трикселиона в составе Зловещей Шестёрки, и после отказа убить Человека-паука был убит Норманом Озборном.

### Паучий Мир
В ходе кроссовера «Паучий Мир», который объединяет множество людей-пауков, помимо оригинального Отто Октавиуса, появилось несколько версий Доктора Осьминога.
На Земле-803 Доктор Осьминог появился как член Шестёрки Зловещности под предводительством Нормана Озборна, которая пыталась уничтожить Леди-паука, но сразу проиграла, потому что ей помог Человек-паук 2099 (Мигель О’Хара).
В мире, где Паучьим Тотемом был Бен Паркер, Отто Октавиус угрожал всему миру ядерным оружием и хотя его требования были выполнены, устройство сработало и уничтожило весь мир.

### Spider-Man: Reign
Действие комикса происходит в альтернативной вселенной Земля-70237, по времени опережающей основную вселенную на 30 лет вперёд. Человек-паук оставил борьбу с преступностью после смерти его жены — Мэри Джейн Уотсон. Доктор Осьминог к тому времени давно умер, но прежде он запрограммировал свои щупальца, чтобы те после его смерти нашли Питера Паркера и заставили его вернутся к деятельности супергероя. Щупальца, к которым по-прежнему присоединены останки Доктора Отто Октавиуса, спасают Питера Паркера от Зловещей Шестёрки, созданную мэром Нью-Йорка, который был обеспокоен появлением Человека-паука, и относят Питера Паркера на кладбище к могилам Мэри Джейн, дяди Бена и тёти Мэй. Они выкапывают гроб Мэри Джейн, где Питер Паркера находит свой красно-синий костюм, который он тайно похоронил вместе с ней и окончательно возвращается к супергеройской деятельности.

### Age of Ultron
События происходят на Земле — 61112, где злой робот Альтрон вернулся на Землю и уничтожил человечество и большую часть супергероев. Среди выживших оказался Превосходный Человек-паук.

### Marvel Zombies
На Земле-2149 Доктор Осьминог появился вместе с другими зомби-суперзлодеями, которые убили и съели Галактуса.
В приквеле серии «Marvel Zombies vs Army of Darkness и Marvel Zombies: Dead Days», зомби-Доктор Осьминог появился только в качестве камео как член мёртвой Зловещей шестёрки.

### Noir Spider-Man
В комиксах «Spider-Man Noir» Отто Октавиус — учёный на службе Третьего рейха, лишённый ног и передвигающийся на кресле-коляске. Он мечтает работать под руководством Генриха Гиммлера. Позднее Гиммлер восхитился работой Отто Октавиуса и пожелал встретиться с ним лично. Но увидев, что он несовершенен как ариец, приказал избавиться от него. Щупальца Отто Октавиуса здесь тоньше и напоминают скорее клешни со сменными концами, они являются больше инструментом для работы.

### Spider-Man India
В этой вселенной, Доктор Осьминог работает под руководством Налина Оберои (Зелёный Гоблин). Был превращён им в мистическую версию Доктора Отто Октавиуса, чтобы тот нашёл и убил Павитра Прабхакера (Человек-паук). В итоге был убит Зелёным Гоблином из-за отказа убивать Человека-паука.

### Marvel 1602
Доктор Осьминог появился во вселенной «Marvel 1602». Барон Виктор Октавиус — итальянский дворянин, живущий во Франции, который использовал кровь осьминогов, чтобы вылечить себя от бубонной чумы, но вместо этого превращается в осьминого-подобного монстра. Во время сражения с Человеком-пауком раздавлен Генри Ля Пимом.

### Amalgam Comics
На Земле-9602 Отто Октавиус — помощник Мальчика-паука (смесь Человека-паука и Супербоя) и обеспечивает его различными гаджетами. Здесь он также имеет щупальца, но не является суперзлодеем.

### Marvel 2099
В этой вселенной Доктор Осьминог — ученый-ксено-биолог из Атлантиды у которого на спине расположены настоящие щупальца осьминога. Входил в состав Зловещей Шестёрки 2099. После раскрытия предательства Зелёного Гоблина 2099, Доктор Осьминог убил её.

## Вне комиксов

### Фильмы

#### Трилогия Сэма Рэйми икинематографическая вселенная Marvel
- В фильме «Человек-паук 2» (2004) роль Доктора Осьминога исполнил Альфред Молина. Отто Октавиус — талантливейший учёный, коллега и друг Курта Коннорса, университетского преподавателя физики Питера Паркера (последний является поклонником Отто). В его исследования вложил капитал Гарри Озборн. Чтобы выполнить эксперимент с термоядерной энергией, Отто Октавиус создал четыре щупальца, инертные к нагреванию и намагничиванию, и способные управлять атомной энергией. Во время эксперимента происходит перегрузка аппаратов, но учёный наотрез отказывается остановить его. Во время опыта погибает его жена, а нервный чип ингибитора, позволявший управлять механизмом полностью разрушен, и оружие в результате облучения радиацией намертво сплавляется с его спинным хребтом. Отто без сознания отправляют в больницу для удаления щупалец, но они убивают хирургов, и он, придя в чувство, скрывается от людей. Щупальца начинают плохо влиять на разум Отто Октавиуса, играя на его тщеславии и эго, вследствие чего он решает закончить эксперимент любой ценой. Для финансирования эксперимента учёный пытается украсть деньги из банка, где сталкивается с Человеком-пауком, в ходе которой герою удаётся освободить взятую в заложники тётю Мэй. Для восстановления реактора Отто необходим редкий химический элемент тритий, который требует у Гарри Озборна в обмен на доставку живого Человека-паука. Человек-паук оказывается в особняке Озборна, который узнаёт истинную личность героя и даёт координаты Отто Октавиуса для спасения города и украденной Доктором Осьминогом Мэри Джейн. Укрывшийся в заброшенном складе на пирсе береговой линии учёный повторно начинает свой эксперимент, но после схватки с Человеком-пауком и под воздействием его доводов использует свои щупальца для потопления пришедшей в неконтролируемое состояние машины. Здание разрушается и уходит под воду, где доктор мужественно тонет вместе с реактором.
  - Альфред Молина вновь вернулся к роли Октавиуса в ленте «Человек-паук: Нет пути домой» (2021) в рамках Кинематографической вселенной Marvel[87]. В момент попытки Отто Октавиуса убить Человека-паука во время финальной битвы у термоядерного реактора, Доктор Осьминог попадает в новую для него реальность и сражается с Человеком-пауком, пока тот не побеждает его, подчинив себе щупальца Отто, и не заключает в Санктум Санкторум вместе с другими перемещёнными в это измерение суперзлодеями, которые сражались с Человеком-пауком и были перемещены в эту вселенную за мгновение до смерти. Желая вылечить злодеев и предотвратить их смерть, Человеку-пауку удаётся воссоздать для Отто Октавиуса работающий чип по контролю над щупальцами, но Зелёный гоблин сбегает с оставшимися не вылеченными злодеями, в ходе чего Электро ударом молнии сбрасывает Отто Октавиуса с крыши. Однако во время битвы на Статуе Свободы Отто возвращается и хитростью побеждает Макса Диллона, заменив его арк-реактор на устройство по откачке электрических сил, чем помогает своему Человеку-пауку и другому Человеку-пауку. Доктор Осьминог воссоединяется со своим Питером Паркером, после чего вместе с Доктором Стренджем пытается остановить Зелёного гоблина, теряя в ходе схватки одно из своих щупалец. В конце фильма Доктор Стрэндж возвращает всех перемещённых героев и вылеченных злодеев, включая доктора Октавиуса, обратно в их вселенные.

#### «Человек-паук: Через вселенные»
- Кэтрин Хан озвучила женскую версию Отто Октавиуса в мультфильме «Человек-паук: Через вселенные» (2018). Оливия «Лив» Октавиус — главный научный сотрудник компании «Алке-макс», финансируемой Кингпином для создания межпространственного коллайдера. Впоследствии боролась против Человека-паука и его копий из других вселенных вместе с Скорпионом, Бродягой и Могильщиком. В последней битве у ядра коллайдера боролась с Майлзом, Питером Паркером и Гвен Стейси, но была сбита грузовиком. В качестве камео появляется Отто Октавиус из вселенной Гвен-Паук, с которым она сражается до того, как взрыв коллайдера перемещает её во вселенную Моралеса. В интервью к фильму создатели рассказали о будущих планах касательно персонажа. По их словам, Оливия Октавиус — самый могущественный злодей в их распоряжении, чья роль будет значительно расширена в будущих продолжениях[88].

### Мультсериалы
- Доктор Осьминог стал первым суперзлодеем, с которым Человек-паук встретился на малом экране. Появлялся в первой серии первого мультсериала про Человека-паука 1967 года, где его озвучил Вернон Чапман.
- В мультсериале «Человек-паук» 1981 года Доктора Осьминога озвучил Стенли Джонс.
- Майкл Белл озвучил Доктора Осьминога в мультсериалах «Невероятный Халк» 1982 года.
- Майкл Белл также озвучил Доктора Осьминога в мультсериале «Человек-паук и его удивительные друзья» 1981-83 годов.
- В мультсериале 1994 года «Человек-паук» Доктора Осьминога озвучил знаменитый американский актёр Ефрем Цимбалист младший. Появляется как постоянный враг Человека-паука (Эпизоды: «Доктор Осьминог: вооружён и опасен», «Коварная Шестёрка», «Сражение с Коварной Шестёркой», «Загадай желание», «Атака Окто-робота», «Кот», «Чёрная Кошка», «Шесть забытых воинов», «Шесть забытых воинов 2: Невостребованное наследие», «Шесть забытых воинов 3: Секреты шестёрки», «Шесть забытых воинов 4: Герои снова в бою», «Шесть забытых воинов 5: Цена героизма», «Секретные войны 1: Прибытие» и «Секретные войны 2: Череп бросает вызов»).
- Доктор Осьминог появляется в качестве камео в первой серии мультсериала «Непобедимый Человек-паук».
- В мультсериале «Новые приключения Человека-паука» Доктора Осьминога озвучил Питер МакНикол. Один из главных антагонистов сериала.
- Отто Октавиус появляется в эпизоде сериала «Робоцып». Озвучен Сетом Грином.
- В мультсериале «Великий Человек-паук» Доктора Осьминога озвучил Том Кенни. В мульт-сериале есть отсылка к Превосходному Человеку-пауку в серии, когда Локи объединяется с Доктором Осьминогом, берёт контроль над телом Человека-паука и позже после битвы с ним возвращается в своё тело и Док Ок говорит, что это неплохая идея и он возьмёт это на заметку. В последнем 4-м сезоне мульт-сериала: «Совершенный Человек-паук против Зловещей Шестёрки» показан Отто в костюме, схожем с костюмом жизнеобеспечения, который он носил в арке «Концы Света». Впоследствии, с помощью нано-ботов, изменился во внешности вновь, с костюмом, который теперь, похож на классический костюм, являющийся отсылкой к броне Доктора Осьминога из мульт-сериала 1994 года. В последнем эпизоде шоу, превратился в огромного осьминога-мутанта, но был вылечен собственным же антидотом, и побеждён Человеком-пауком. Представлен как главный антагонист всего мультсериала.
- В мультсериале «Халк и агенты У. Д. А. Р.а» Отто Октавиуса вновь озвучил Том Кенни.
- В мини-сериале «Lego Marvel Super Heroes: Maximum Overload» Доктора Отто Октавиуса также озвучил Том Кенни.
- В аниме «Marvel Disk Wars: The Avengers», Отто Октавиус озвучен Даи Матсумото.
- Доктор Осьминог появился в мультсериале «Человек-паук», 2017 года, озвученный Скоттом Менвилем. В этом мультсериале Отто Октавиус представлен как подросток-гений, который также является научным руководителем Питера Паркера. Свои щупальца Отто впервые продемонстрировал на Stark Expo. После нападения суперзлодея Призрака, который подчинил всю технику на выставке (в том числе и руки Отто), Макс Моделл отправил на доработку проект Отто Октавиуса. Этим воспользовался Норман Озборн и предложил Отто финансирование за счёт Академии Озборнов. В сюжете «Возвышение Доктора Октавиуса», состоящем из 4 частей, в результате сильного взрыва экспериментального реактора щупальца намертво сплавляются с нервной системой Отто Октавиуса. Вдохновлённый словами Питера, Отто решает стать героем. Вместе с Питером и Майлзом Моралесом он патрулирует улицы в качестве Осьминога, однако из-за махинаций Нормана Озборна, Отто увольняют из школы Horizon. Позже, в составе Коммандос Озборна, Осминог атакует тайную лабораторию Шакала в школе Мидтауна. Когда появляется Шакал, Отто Октавиус предаёт Нормана Озборна, и с помощью контроля разума подчиняет себе Коммандос Озборна, переименовав их в Зловещую Пятёрку, а сам становится Доктором Осьминогом. В сюжете «Хобгоблин», Доктор Осьминог похищает Макса Моделла, чтобы поймать Человека-паука. Снова, с помощью контроля разума, Он подчиняет себе Питера Паркера, сделав его членом Зловещей Шестёрки. Благодаря вмешательству Хобгоблина (Гарри Озборна), Человеку-пауку удаётся одолеть Отто Октавиуса. Позже, Доктор Осьминог повторно атакует школу Horizon, но его ловит Хобгоблин, под личиной которого скрывался Норман Озборн. Во втором сезоне, пытаясь искупить все свои грехи Доктор Осьминог снова пытается устроиться на работу в школу Horizon, где Макс Моделл начал разработку Нейро-Кортекса — устройства, которое способно симулировать деятельность человеческого мозга. После столкновения с группой наёмников во главе с Серебряной Соболью, которые пытались похитить Нейро-Кортекс, Отто снова обрёл доверие Человека-паука и Макса и опять стал школьным преподавателем. Однако это было лишь прикрытием настоящего, преступного плана Отто Октавиуса. Получив доступ к Нейро-Кортексу, Отто попытался расширить возможности своего мозга, но потерпел неудачу от рук Человека-паука и Кэролин Трейнер (которая первоначально восхищалась гением Отто Октависа) и впал в кому. В сюжете «Плохие парни атакуют», некий таинственный злодей обещает большую денежную награду за голову Человека-паука, в результате чего все второсортные злодеи города непрерывно нападают на Человека-паука. Этим таинственным злодеем оказывается Отто Октавиус, чей разум выжил находясь в Нейро-Кортексе. Обманув Макса Моделла, он заставил его сделать для Нейро-Кортекса защитную оболочку в виде робота Живого Мозга. Питер Паркер узнаёт о том, что всё это Доктор Осьминог сделал лишь для того, чтобы переместить свой разум в тело Человека-паука, тем самым осуществив свою жестокую месть ему. Измождённый долгими боями со злодеями, Питер Паркер не смог остановить процесс переноса сознания, в результате чего был сам заточён в сломанном каркасе Живого Мозга, в то время как Отто Октавиус стал Человеком-пауком. Отто становится главным персонажем сюжета «Превосходный Человек-паук», в ходе которого он пытается жить жизнью Питера Паркера, но после столкновения с Веномом, который угрожает убить друзей Отто — Анну Марию Маркони и Флэша Томпсона, Доктор Осьминог добровольно отдаёт тело Питеру Паркеру в надежде, что Питер Паркер одолеет симбиота. Питер Паркер спасает разум Отто Октавиуса, переместив его в старое тело Отто, после чего он становится другом Питера Паркера и помогает ему в борьбе с организацией «Нация Гоблина», возглавляемой Эдрианом Тумзом. В последней битве против Короля Гоблинов, Отто Октавиус использует Нейро-Кортекс, чтобы одолеть гигантского меха Тумза, но в процессе погибает сам. На похоронах Отто присутствуют Питер, Анна, Гарри, Макс, Майлз, Аня и Гвен, которые признают в Отто Октавиус истинного героя, который оставил своё дурное преступное прошлое позади и спас весь Нью-Йорк, хоть и ценой своей жизни. Последним героическим поступком Отто Октавиуса стало рекомендательное письмо в адрес Питера Паркера, которое Отто написал незадолго до смерти, благодаря которому Питера Паркера вновь принимают в школу Horizon.
- Альтернативная версия Доктора Осьминога под именем Профессор Ок появляется в последней серии второго сезона мультсериала «Неуязвимый» и является врагом Агента Паука.
- Доктор Осьминог появится в предстоящем мультсериале «Ваш дружелюбный сосед Человек-паук» 2024 года, являющимся частью медиафраншизы«Кинематографическая вселенная Marvel» (КВМ)[89].

### Видеоигры
Доктор Осьминог появился в большинстве игр о Человеке-пауке в качестве финального или промежуточного босса:
- Доктор Осьминог появляется в игре Spider-Man: Return of the Sinister Six в качестве главного босса.
- Доктор Осьминог — первый босс в игре The Amazing Spider-Man vs. The Kingpin.
- Доктор Осьминог появляется в игре Spider-Man 2000 года в качестве главного злодея вместе с Карнажем.
- Доктор Осьминог появляется в игре Spider-Man 2: The Sinister Six в качестве главного босса.
- Доктор Осьминог — также главный босс в игре Spider-Man 2.
- Доктор Осьминог — первый босс в игре Spider-Man: Friend or Foe. Также играбельный персонаж.
- Доктор Осьминог появляется как босс в двух миссиях игры Marvel Super Hero Squad Online. Играбельный персонаж как Доктор Осьминог и Превосходный Человек-паук.
- Доктор Осьминог 2099 (доктор Серена Петел) — босс в игре «Spider-Man: Shattered Dimensions» в мире 2099. Была создана Marvel и Beenox специально для игры, это её первое появление. Является главой Теневого Отдела Alchemax. Создала Хобгоблина, возможно стоит за созданием Зелёного Гоблина. Её кумиром является Отто Октавиус, который в своё время убил Человека-паука. В бою использует высоко-технологичную броню и шесть щупалец.
- Доктор Осьминог появляется на втором уровне в качестве босса в видео-игре «LEGO Marvel Super Heroes», где крадёт деталь доски Серебряного Сёрфера из штаб-квартиры Фантастической четвёрки по приказу Доктора Дума. Его останавливают Человек-паук, Мистер Фантастик и Капитан Америка. Позже с остальными героями и злодеями пытается остановить Галактуса . Играбельный персонаж как Доктор Осьминог (также версия из мультсериала « Великий Человек-паук») и как Превосходный Человек-паук.
- Доктор Осьминог появляется в игре "Spider-Man: Edge of Time ". В финале Отто Октавиус сливается с Анти-Веномом из за вмешательства Человека-паука 2099 и превращается в чудовищного Атросити, который является финальным боссом игры.
- Доктор Осьминог является одним из боссов в игре Marvel: Avengers Alliance. Играбельный персонаж как Превосходный Человек-паук.
- Доктор Осьминог — один из боссов в MMORPG «Marvel Heroes». Озвучен Томом Кенни. Превосходный Человек-паук — альтернативный костюм для Человека-паука, озвученный Кристофером Даниелом Бёрнсом, который также озвучил Человека-паука в мульт-сериале 1994 года.
- Доктор Осьминог появился в игре «Disney Infinity: Marvel Super Heroes». Он пытается предупредить Зелёного Гоблина и Мистерио об опасности клонирования симбиота Венома, но Гоблин прерывает с ним связь. Вновь озвучен Томом Кенни.
- В игре «The Amazing Spider-Man 2» можно найти щупальца Доктора Осьминога, получив задание от Джей Джоны Джеймсона. Костюм Превосходного Человека-паука — альтернативный костюм, который можно получить выполнив все задания в аркадном автомате.
- Доктор Осьминог появился в качестве игрового персонажа в игре «Spider-Man Unlimited». Доступны классический костюм Превосходного Человека-паука и усовершенствованная версия. Позже после обновления Доктор Осьминог появился как пятый босс и основатель Зловещей Шестёрки. Также в игре появился Превосходный Веном. После очередного обновления доступно прохождение сюжетной линии комикса The Superior Spider-Man. Позже, в качестве игрового персонажа стал доступен Превосходный Осьминог.
- Доктор Осьминог появился в игре «Disney Infinity 3.0.» Озвучен Томом Кенни.
- Доктор Осьминог появился в мобильной игре «Marvel Future Fight» в качестве босса и игрового персонажа. Превосходный Человек-паук и Превосходный Осьминог — альтернативные костюмы для Доктора Осьминога.
- Доктор Осьминог — является одним из боссов в игре «Marvel: Avengers Alliance 2».
- Доктор Осьминог — один из боссов в игре «Marvel’s Avengers Academy» . Доступен как игровой персонаж. Костюм Превосходного Человека-паука также доступен игроку, но носит его Отто в своём собственном теле, стремясь доказать, что «любой может быть Человеком-пауком».
- Доктор Осьминог появляется в игре «Marvel’s Contest of Champions» в качестве игрового персонажа.
- Отто Октавиус будет одним из бойцов в файтинге «Marvel vs. Capcom: Infinite» в будущем DLC. При предзаказе игры вместе с фильмом Человек-паук: Возвращение домой, игрок получает костюм Превосходного Человека-паука.
- Доктор Октавиус появляется в игре «LEGO Marvel Super Heroes 2» в качестве босса. Игровой персонаж как Доктор Осьминог и Превосходный Человек-паук.
- Доктор Осьминог — главный злодей и финальный босс игры «Spider-Man» 2018 года, озвученный Уильямом Салиерсом. По сюжету игры Отто Октавиус является наставником и работодателем Питера Паркера, которому он заменяет отца. Задолго до начала игры, Норман Озборн и Отто основали корпорацию Оскорп, но Отто Октавиус был вынужден покинуть компанию из-за трагического инцидента с Мартином Ли (Мистер Негатив), в результате которого погибла семья Ли. Отто основывает свою компанию Octavius Industries, и вместе с Питером Паркером они работают над проектом кибернетических протезов. Норман Озборн, ставший к тому времени мэром Нью-Йорка, пытается вернуть Отто, поэтому перекрывает ему финансирование проекта. Отто продолжает работу, на этот раз найдя финансирование в виде научной организации «АИМ» создавая новый прототип механических конечностей (похожих на щупальца осьминога), так как у самого Отто Октавиуса было диагностировано нейродегенеративное расстройство из-за которого он постепенно теряет контроль над своими собственными конечностями. С помощью Питера Паркера, Отто создаёт нейроинтерфейс для управления щупальцами, однако его недоработка приводит к тому, что Отто, обозлившись на Нормана Озборна, сходит с ума. Устроив побег из «Рафта» и освободив Стервятника, Носорога, Электро, Негатива и Скорпиона, Доктор Осьминог формирует Зловещую Шестёрку и выпускает на город смертельный вирус «Дыхание Дьявола», заражая тысячи горожан, в том числе и тётю Мэй. После этого, Отто даёт каждому члену Зловещей Шестёрки задание с целью уничтожить Оскорп и Нормана Озборна. Человек-паук останавливает их, но Отто Октавиус похищает Нормана Озборна и вакцину от вируса, чуть не убив Человека-паука. Питер Паркер создав, новый костюм, в финальном сражении побеждает Отто (знавшего всё это время личность Человека-паука). Отто Октавиус пытается убедить Питера Паркера в своей правоте, но Питер Паркер, окончательно разочаровавшись в своём некогда друге и наставнике уходит, оставив Отто полиции. В конце игры Отто Октавиуса вместе с остальными злодеями помещают в тюрьму «Рафт».
- Отто Октавиус появляется в игре «Marvel Ultimate Alliance 3: The Black Order». Вновь озвучен Уильямом Салиерсом, который озвучивал Доктора Осьминога в игре «Spider-Man» 2018 года[90].
- Отто Октавиус появляется в игре «Spider-Man: Miles Morales» в качестве камео в воспоминаниях Майлза о первой встречи с Питером и Отто. Вновь озвучен Уильямом Салиерсом.

## Критика и отзывы
- В дополнительных материалах к фильму «Человек-паук 2», Стэн Ли сказал, что Доктор Осьминог — один из его любимых злодеев.
- В 2009 году Доктор Осьминог занял 28 место в списке «100 лучших злодеев комиксов по версии IGN»[91].
- Доктор Осьминог занял 1 место в списке «25 Величайших врагов Человека-паука» по версии IGN в 2014 году[92].
- Ultimate Доктор Осьминог занял 179 место в списке «200 величайших персонажей комиксов» по версии Wizard.
- Доктор Осьминог занял 8 место в списке «25 величайших злодеев Marvel» по версии IGN в 2014[93].
- Отто Октавиус (как Превосходный Человек-паук) занял 3 место в списке «10 лучших Людей-пауков всех времён» по версии Newsrama[94].